# Philip Hanson

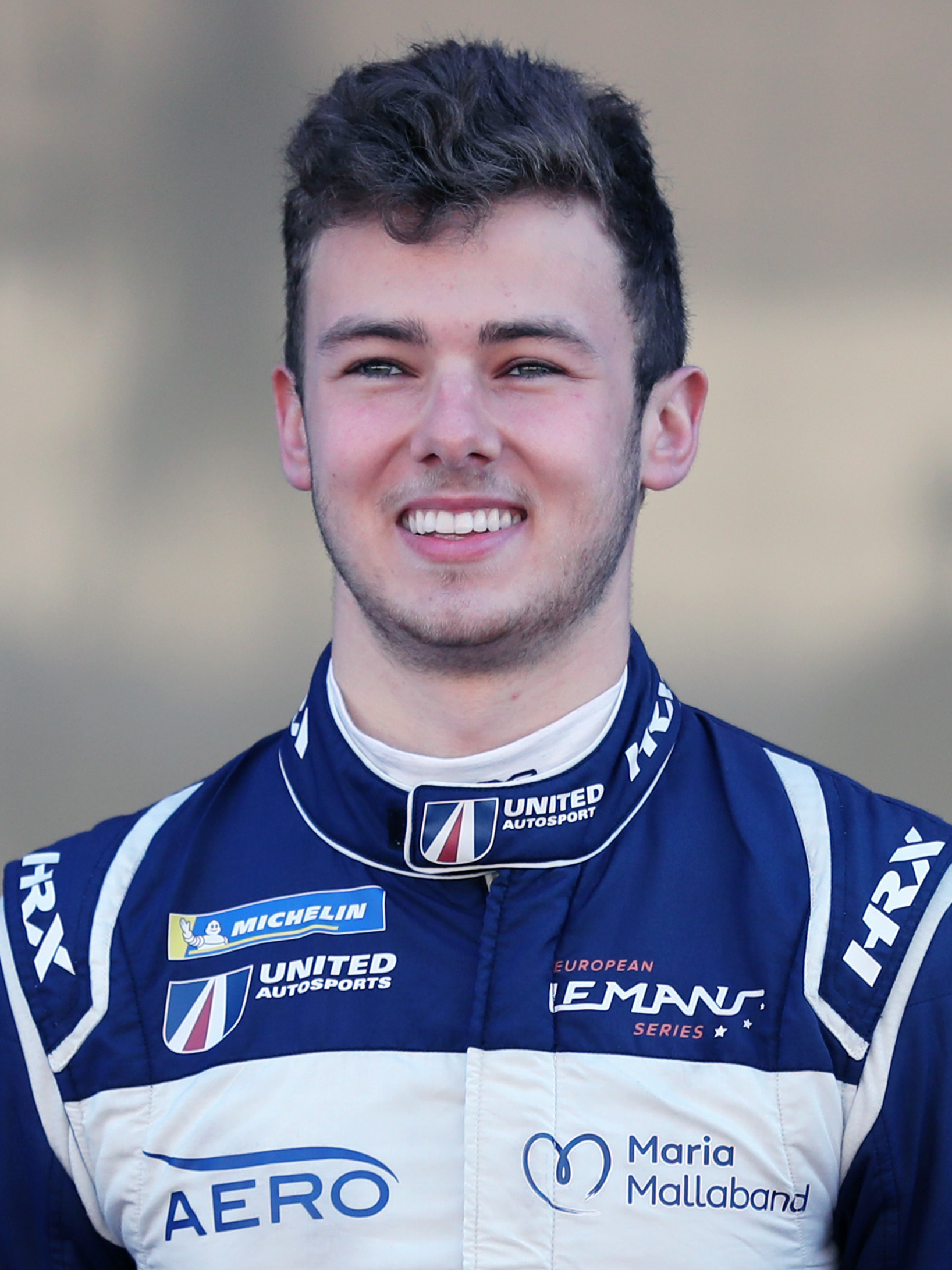
Philip Hanson in 2020

Philip Hanson (Sunningdale, Berkshire, 5 juli 1999) is een Brits autocoureur. Hij rijdt met het team United Autosports mee in het FIA World Endurance Championship en de European Le Mans Series.
In zijn vroege jaren als autocoureur nam hij deel aan kartraces in het Verenigd Koninkrijk. In tegenstelling tot veel andere jonge coureurs, wijdde hij zich aan sportwagens en GT races, zonder eerder te hebben deelgenomen aan de autoracen met open wielen.
In 2016 nam hij, met het team United Autosports, voor het eerst deel aan het Britse GT Championship. Hanson en zijn teamgenoot Nigel Moore wonnen dat jaar het kampioenschap in de LMP3-klasse.
In 2017 reed hij een Ligier JS P217-auto in de European Le Mans Series en datzelfde jaar debuteerde hij tijdens de 24 uur van Le Mans.
In 2018 maakte hij zijn debuut tijdens de 12 uren van Sebring. Hanson behaalde de vijfde plaats in het algemeen klassement. Datzelfde jaar nam hij opnieuw deel aan de European Le Mans Series met zijn nieuwe team United Autosports. Nadat zijn teamgenoot Paul di Resta een ongeluk kreeg, kon hij de race niet uitrijden.
In 2025 wint Hanson, samen met zijn teamgenoten Robert Kubica en Ye Yifei, de 24 uur van Le Mans voor het team AF Corse.